# Ла-Капилья (Колумбия)
Ла-Капилья (исп. La Capilla) — небольшой город и муниципалитет в центральной части Колумбии, на территории департамента Бояка. Входит в состав Восточной провинции.

## История
Поселение, из которого позднее вырос город, было основано в 1793 году. В том же году был образован муниципалитет Ла-Капилья.

## Географическое положение

Муниципалитет Ла-Капилья

Город расположен в юго-западной части департамента, в гористой местности Восточной Кордильеры, к западу от реки Гарагоа, на расстоянии приблизительно 45 километров к юго-юго-западу (SSW) от города Тунха, административного центра департамента. Абсолютная высота — 1754 метра над уровнем моря.
Муниципалитет Ла-Капилья граничит на севере с территорией муниципалитета Умбита, на северо-востоке — с муниципалитетом Пачавита, на юго-востоке и юге — с муниципалитетом Тенса, на западе — с территорией департамента Кундинамарка. Площадь муниципалитета составляет 57,26 км².

## Население
По данным Национального административного департамента статистики Колумбии, совокупная численность населения города и муниципалитета в 2015 году составляла 2550 человек.
Динамика численности населения муниципалитета по годам:
| 2005 | 2006 | 2007 | 2008 | 2009 | 2010 | 2011 | 2012 | 2013 | 2014 | 2015 |
| ---- | ---- | ---- | ---- | ---- | ---- | ---- | ---- | ---- | ---- | ---- |
| 3178 | 3105 | 3035 | 2967 | 2901 | 2837 | 2775 | 2715 | 2658 | 2603 | 2550 |

Согласно данным переписи 2005 года мужчины составляли 50,8 % от населения Ла-Капильи, женщины — соответственно 49,2 %. В расовом отношении белые и метисы составляли 99,1 % от населения города; негры, мулаты и райсальцы — 0,1 %.
Уровень грамотности среди всего населения составлял 89 %.

## Экономика
42,8 % от общего числа городских и муниципальных предприятий составляют предприятия торговой сферы, 36,2 % — предприятия сферы обслуживания, 18,8 % — промышленные предприятия , 2,2 % — предприятия иных отраслей экономики.